# Premio Mundial de Fantasía
Los Premios Mundiales de Fantasía (título inglés: World Fantasy Awards) son unos premios anuales internacionales que se dan a los autores y artistas que han demostrado logros sobresalientes en el campo de la ciencia ficción o fantasía. Los premios se otorgan anualmente desde 1975 en la Convención Mundial de Fantasía, que se celebra cada año en una ciudad estadounidense distinta. La crítica los considera los premios más prestigiosos de literatura de ficción especulativa junto con los premios Hugo y Nébula.
El premio consistió hasta 2016 en un busto caricatura alargado del escritor Howard Phillips Lovecraft, popularmente llamado "Howie", diseñado para la primera edición de 1975 celebrada en Providence, la ciudad natal del autor, por el dibujante Gahan Wilson. Una controversia menor ocurrió en 1984 cuando Donald Wandrei rechazó su premio a toda su trayectoria porque sintió que el busto del premio era una caricatura degradante de Lovecraft, a quien había conocido personalmente. El trofeo rechazado de Wandrei se recicló más tarde y se entregó al ganador de otro premio.
Una controversia mayor surgió en torno al premio en la década de 2010, cuando varios autores empezaron a objetar el uso de Lovecraft como símbolo de los premios, dado su racismo, aunque otros, como el estudioso del escritor de Rhode Island el estadounidense de origen indio S. T. Joshi y ganador de un premio, afirmó que las actitudes de Lovecraft no eran extremas en su época. Varios autores y editores abogaron por cambiar el premio. En noviembre de 2014 los administradores del premio informaron que estaban estudiando el asunto y en noviembre de 2015 anunciaron que ya no se usaría el busto de Lovecraft en la siguiente edición. S. T. Joshi expresó su enfado por la decisión y devolvió sus dos premios World Fantasy e instó a boicotear la convención. Desde 2017 el premio consiste en una estatuilla diseñada por Vincent Villafranca que representa un árbol retorcido sin hojas frente a la luna llena, que pretende evocar el conocido uso de árboles e imágenes nocturnas en las obras de fantasía y terror.

## Categorías
El premio se otorga en las siguientes categorías:
- Novela
- Novela corta, longitud de entre 10.001 y 40.000 palabras
- Relato,longitud de menos de 10.000 palabras
- Antología, colección de relatos de varios autores
- Colección, colección de relatos de un mismo autor
- Artista
- Premios especiales: Trayectoria, Premio especial Profesional y Premio especial no profesional.